# Буайе, Валери
Валери́ Буайе́ (фр. Valérie Boyer, 11 июня 1962, Бурж, Шер, Франция) — французский политик. Депутат Национального собрания Франция от партии Союз за народное движение из департамента Буш-дю-Рон. Вице-мэр Марселя.

## Биография
Родилась в 1962 году в городе Бурж в семье франкоалжирцев, недавно репатриировашихся из Алжира. Её отец работал в сфере международной торговли. Прошла подготовительные курсы в лицее Marcelin-Berthelot в Сен-Мор-де-Фоссе. В 1984 году окончила Институт политических исследований d’Aix-en-Provence. Начала свою карьеру в качестве социального служащего. В 1997 году присоединилась к региональному агентства госпитализации в регионе Прованс — Альпы — Лазурный Берег. Она вошла в политику в 2001 году во время муниципальных выборов в Марселе.
17 июня 2007 года Валери Буайе была избрана депутатом 13 созыва в 8-м районе Буш-дю-Рон, победив во втором туре действующего депутата Кристофа Массе (СП), набрав 50,24 % голосов в традиционно «левом» районе.
Была назначена секретарем Союза за народное движение в области здравоохранения.
В 2008 году переизбрана советником Марселя и назначена заместителем мэра.
В августе 2011 года Буайе без разрешения Азербайджана посетила Нагорный Карабах, за что была включена Министерством иностранных дел Азербайджанской Республики в список персон нон грата за нарушение «Закона о государственной границе» Азербайджанской Республики, считающем контролируемые НКР территории «оккупированными территориями Азербайджана».
22 декабря 2011 года Национальное собрание Франции приняло законопроект представленный Валери Буайе, предусматривающий наказание за отрицание геноцида армян. Принятие закона вызвало разногласия между Францией и Турцией, а сама Валери в последующие дни стала жертвой различного рода нападок.